# 阿米爾·汗·穆塔基
毛拉·阿米爾·汗·穆塔奇（普什圖語：‎，羅馬化：Amir Khan Muttaqi），阿富汗塔利班高級領導人、政治家和卡塔爾辦事處談判團隊成員。
他曾擔任資訊和文化部長，以及在聯合國主持的會談中的塔利班政府代表。在阿富汗聖戰期間，他是穆罕默德·納比·穆罕默德組織的一員，但後來在塔利班運動出現時加入了塔利班。2021年9月7日，阿米爾·汗·穆塔基出任阿富汗代理外長。2021年11月，他向美国国会致信，要求解冻美方冻结的、阿富汗中央银行数十亿美元的资产。